# Hervilly
Hervilly – miejscowość i gmina we Francji, w regionie Hauts-de-France, w departamencie Somma.
Według danych na rok 2011 gminę zamieszkiwało 170 osób, a gęstość zaludnienia wynosiła 27 osób/km² (wśród 2293 gmin Pikardii Hervilly plasuje się na 800. miejscu pod względem liczby ludności, natomiast pod względem powierzchni na miejscu 768.).